# Fonzaleche
Fonzaleche település Spanyolországban, La Rioja autonóm közösségben. Fonzaleche Galbárruli, Sajazarra, Cuzcurrita de Río Tirón, Treviana, Foncea, Cellorigo és Miranda de Ebro községekkel határos. Lakosainak száma 124 fő (2024).

## Népesség
A település népessége az elmúlt években az alábbi módon változott:
| Lakosok száma | 164  | 164  | 158  | 162  | 159  | 161  | 134  | 135  | 138  | 124  |
|               | 2001 | 2004 | 2007 | 2009 | 2012 | 2014 | 2017 | 2019 | 2022 | 2024 |